# Saveljevia kolaensis
Saveljevia kolaensis är en rundmaskart som beskrevs av Nikolai Nikolaievich Filipjev 1927. Saveljevia kolaensis ingår i släktet Saveljevia och familjen Enoplidae. Inga underarter finns listade i Catalogue of Life.